# Francisco Farfán
José Francisco Farfán (Ecuador-Venezuela, 1841) fue un militar venezolano.

## Biografía
Nacido en Apure o Cojedes, comenzó como capitán de José Antonio Páez en 1816. Estuvo en la Campaña del Centro en 1818 y la Campaña de Apure en 1819, destacando en la batalla de Las Queseras del Medio como teniente coronel. Combatió en la batalla de Carabobo en 1821 y en la toma de Puerto Cabello en 1823, recibiendo el grado de coronel. Se retiró a vivir en Apure hasta 1836 hasta que se rebeló contra el gobierno de Páez pero recibió una amnistía. Un año después volvió a sublevarse en Guayana y marchó sobre San Fernando de Apure, siendo vencido el 26 de abril en la Batalla de San Juan de Payara, batalla en la que murió su hermano Juan Pablo Farfán. Tuvo que exiliarse en Nueva Granada pero tras participar en la guerra de los Supremos y ser nuevamente derrotado tuvo que volver en 1841 a Venezuela, donde murió poco después.